# Noisy-Rudignon
Pour les articles homonymes, voir Noisy.
Noisy-Rudignon est une commune française située dans le département de Seine-et-Marne, en région Île-de-France.

## Géographie

### Localisation

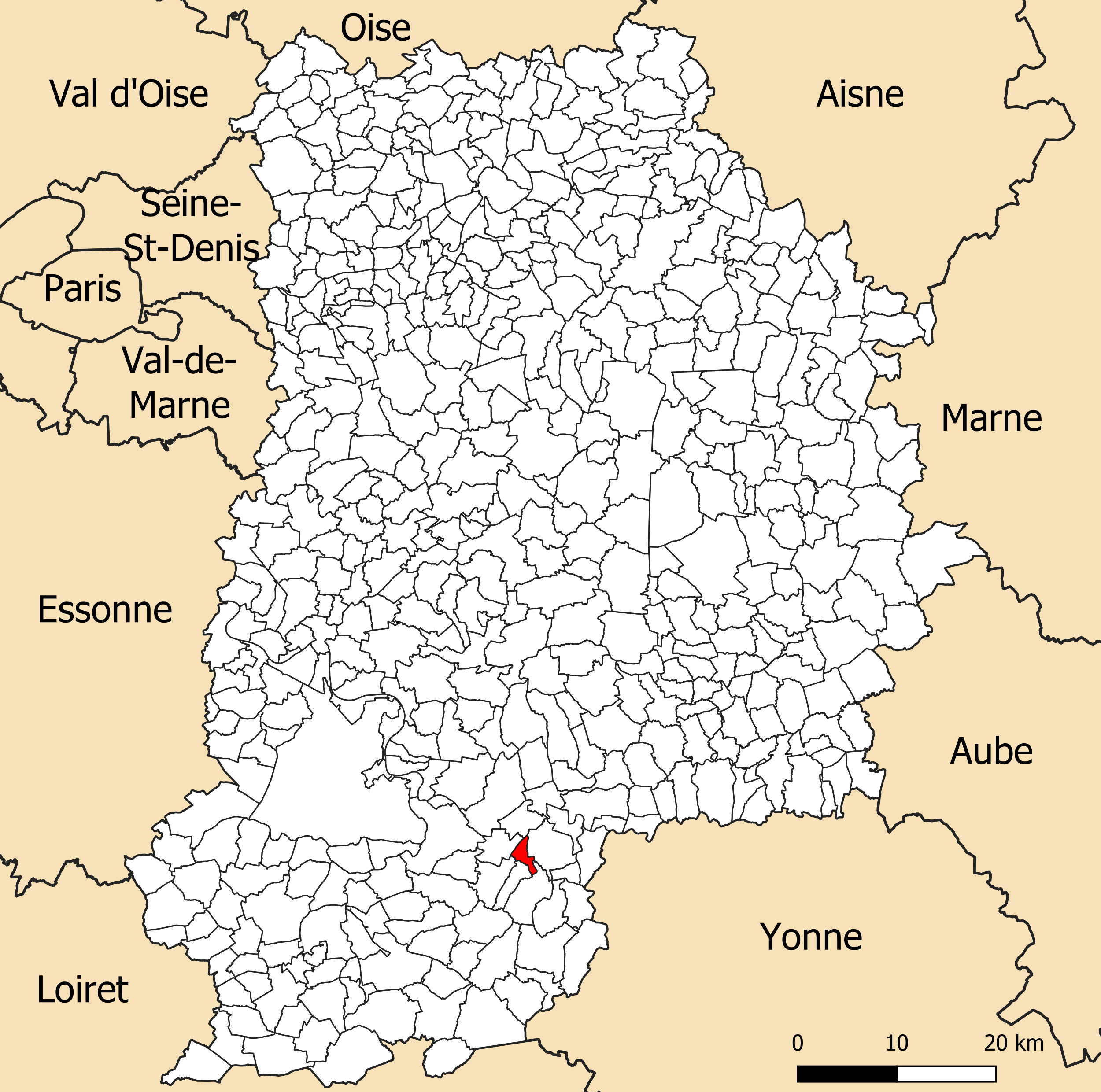
Localisation de la commune de Noisy-Rudignon dans le département de Seine-et-Marne

Noisy-Rudignon est situé à 6,5 km au sud de Montereau-Fault-Yonne.

### Communes limitrophes

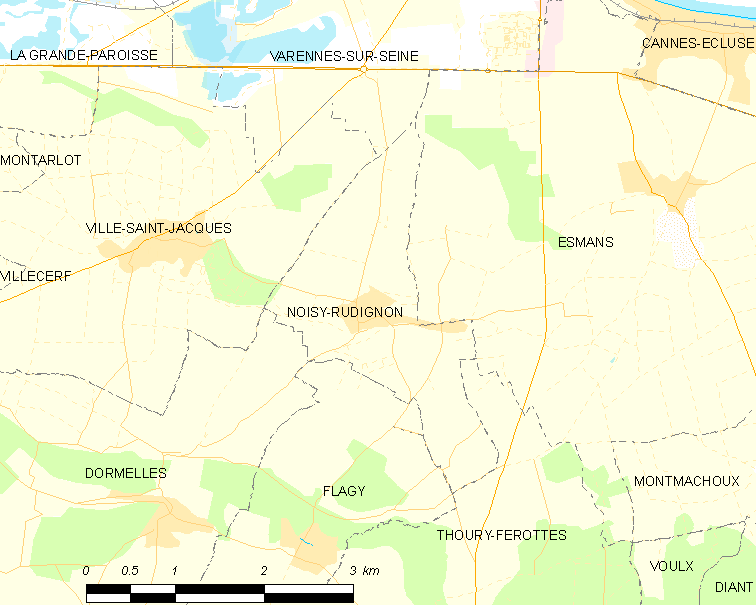
Carte des communes limitrophes de Noisy-Rudignon.

| Ville-Saint-Jacques | Varennes-sur-Seine | Esmans          |
|                     | Noisy-Rudignon     |                 |
| Dormelles           | Flagy              | Thoury-Férottes |

### Géologie et relief
La commune est classée en zone de sismicité 1, correspondant à une sismicité très faible.

### Hydrographie

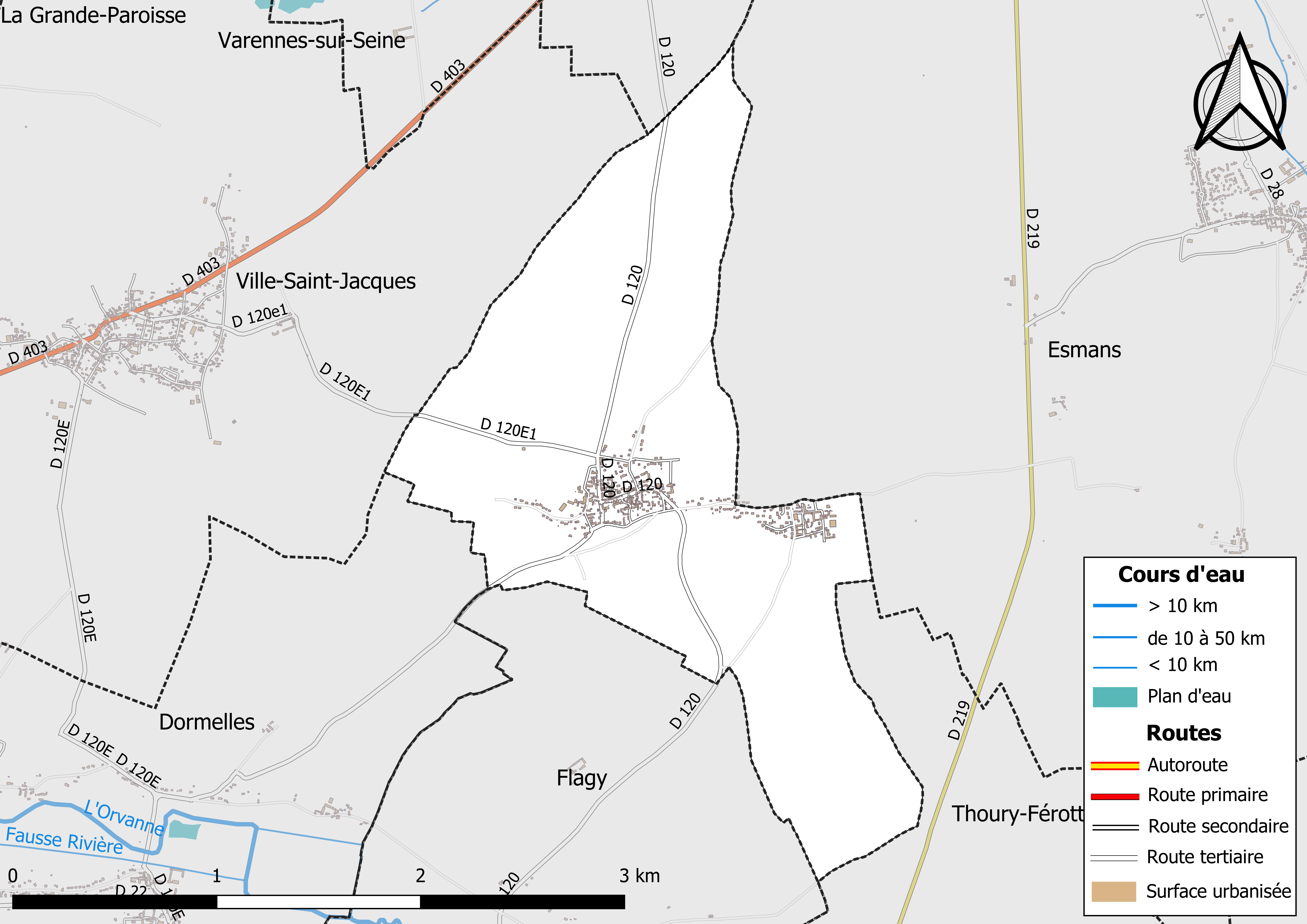
Carte des réseaux hydrographique et routier de Noisy-Rudignon.

Le réseau hydrographique de la commune se compose d'un seul ouvrage : l'aqueduc de la Vanne, qui achemine de l’eau potable vers Paris.
Sa longueur totale sur la commune est de 2,53 km.

### Climat
Pour des articles plus généraux, voir Climat de l'Île-de-France et Climat de Seine-et-Marne.
En 2010, le climat de la commune est de type climat océanique dégradé des plaines du Centre et du Nord, selon une étude du CNRS s'appuyant sur une série de données couvrant la période 1971-2000. En 2020, Météo-France publie une typologie des climats de la France métropolitaine dans laquelle la commune est exposée à un climat océanique altéré et est dans la région climatique Nord-est du bassin Parisien, caractérisée par un ensoleillement médiocre, une pluviométrie moyenne régulièrement répartie au cours de l’année et un hiver froid (3 °C).
Pour la période 1971-2000, la température annuelle moyenne est de 11 °C, avec une amplitude thermique annuelle de 15,6 °C. Le cumul annuel moyen de précipitations est de 724 mm, avec 11,8 jours de précipitations en janvier et 7,7 jours en juillet. Pour la période 1991-2020, la température moyenne annuelle observée sur la station météorologique la plus proche, située sur la commune de La Brosse-Montceaux à 7 km à vol d'oiseau, est de 12,0 °C et le cumul annuel moyen de précipitations est de 652,9 mm,. Pour l'avenir, les paramètres climatiques de la commune estimés pour 2050 selon différents scénarios d'émission de gaz à effet de serre sont consultables sur un site dédié publié par Météo-France en novembre 2022.

### Milieux naturels et biodiversité

#### Espaces protégés
La protection réglementaire est le mode d’intervention le plus fort pour préserver des espaces naturels remarquables et leur biodiversité associée,.
Deux espaces protégés sont présents dans la commune : 
- la zone centrale de la réserve de biosphère « Fontainebleau et Gâtinais », créée en 1998 et d'une superficie totale de 150 544 ha (46 056 ha pour la zone centrale). Cette réserve de biosphère, d'une grande biodiversité, comprend trois grands ensembles : une grande moitié ouest à dominante agricole, l’emblématique forêt de Fontainebleau au centre, et le Val de Seine à l’est. La structure de coordination est l'Association de la Réserve de biosphère de Fontainebleau et du Gâtinais, qui comprend un conseil scientifique et un Conseil Éducation, unique parmi les Réserves de biosphère françaises[11],[12].
- la zone de transition de la réserve de biosphère « Fontainebleau et Gâtinais », créée en 1998 et d'une superficie totale de 150 544 ha (95 595 ha pour la zone de transition). Cette réserve de biosphère, d'une grande biodiversité, comprend trois grands ensembles : une grande moitié ouest à dominante agricole, l’emblématique forêt de Fontainebleau au centre, et le Val de Seine à l’est. La structure de coordination est l'Association de la Réserve de biosphère de Fontainebleau et du Gâtinais, qui comprend un conseil scientifique et un Conseil Éducation, unique parmi les Réserves de biosphère françaises[11],[13].

## Urbanisme

### Typologie
Au 1er janvier 2024, Noisy-Rudignon est catégorisée commune rurale à habitat dispersé, selon la nouvelle grille communale de densité à sept niveaux définie par l'Insee en 2022.
Elle est située hors unité urbaine. Par ailleurs la commune fait partie de l'aire d'attraction de Paris, dont elle est une commune de la couronne,. Cette aire regroupe 1 929 communes,.

### Lieux-dits et écarts

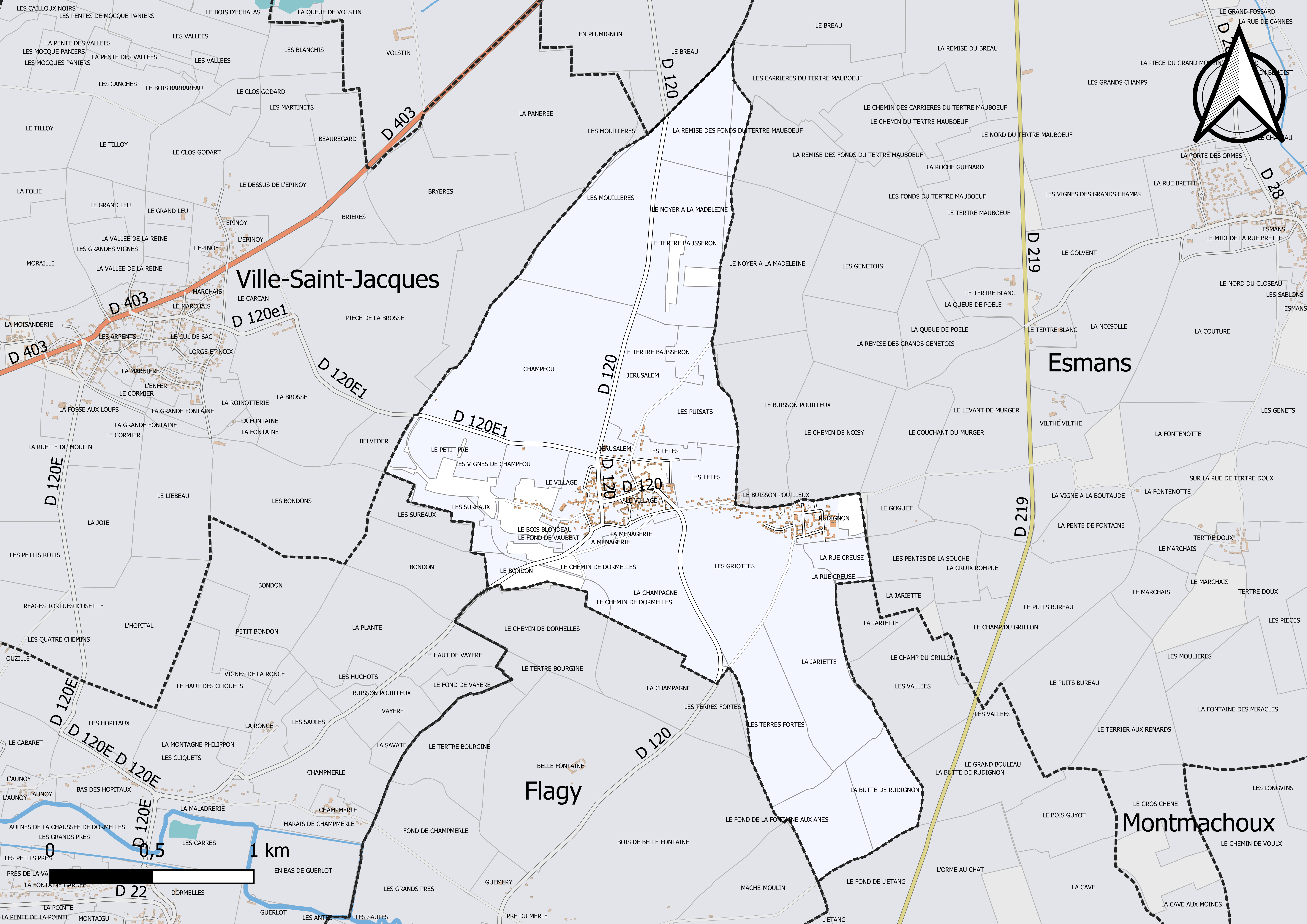
Carte du cadastre de la commune de Noisy-Rudignon.

La commune compte 33 lieux-dits administratifs répertoriés consultables ici (source : le fichier Fantoir) dont le Village, les Têtes, Champfou, Jérusalem, Les Griottes.
La commune de Noisy Rudignon est à l'origine formée par le bourg de Noisy-Le-Sec, auquel a été rattaché en 1832  le hameau de Rudignon, qui faisait initialement partie de la commune de Flagy.

### Occupation des sols
L'occupation des sols de la commune, telle qu'elle ressort de la base de données européenne d’occupation biophysique des sols Corine Land Cover (CLC), est marquée par l'importance des territoires agricoles (90,5 % en 2018), en diminution par rapport à 1990 (93,1 %). La répartition détaillée en 2018 est la suivante : 
terres arables (90,5% ), zones urbanisées (9,5 %).
Parallèlement, L'Institut Paris Région, agence d'urbanisme de la région Île-de-France, a mis en place un inventaire numérique de l'occupation du sol de l'Île-de-France, dénommé le MOS (Mode d'occupation du sol), actualisé régulièrement depuis sa première édition en 1982. Réalisé à partir de photos aériennes, le Mos distingue les espaces naturels, agricoles et forestiers mais aussi les espaces urbains (habitat, infrastructures, équipements, activités économiques, etc.) selon une classification pouvant aller jusqu'à 81 postes, différente de celle de Corine Land Cover,,. L'Institut met également à disposition des outils permettant de visualiser par photo aérienne l'évolution de l'occupation des sols de la commune entre 1949 et 2018.

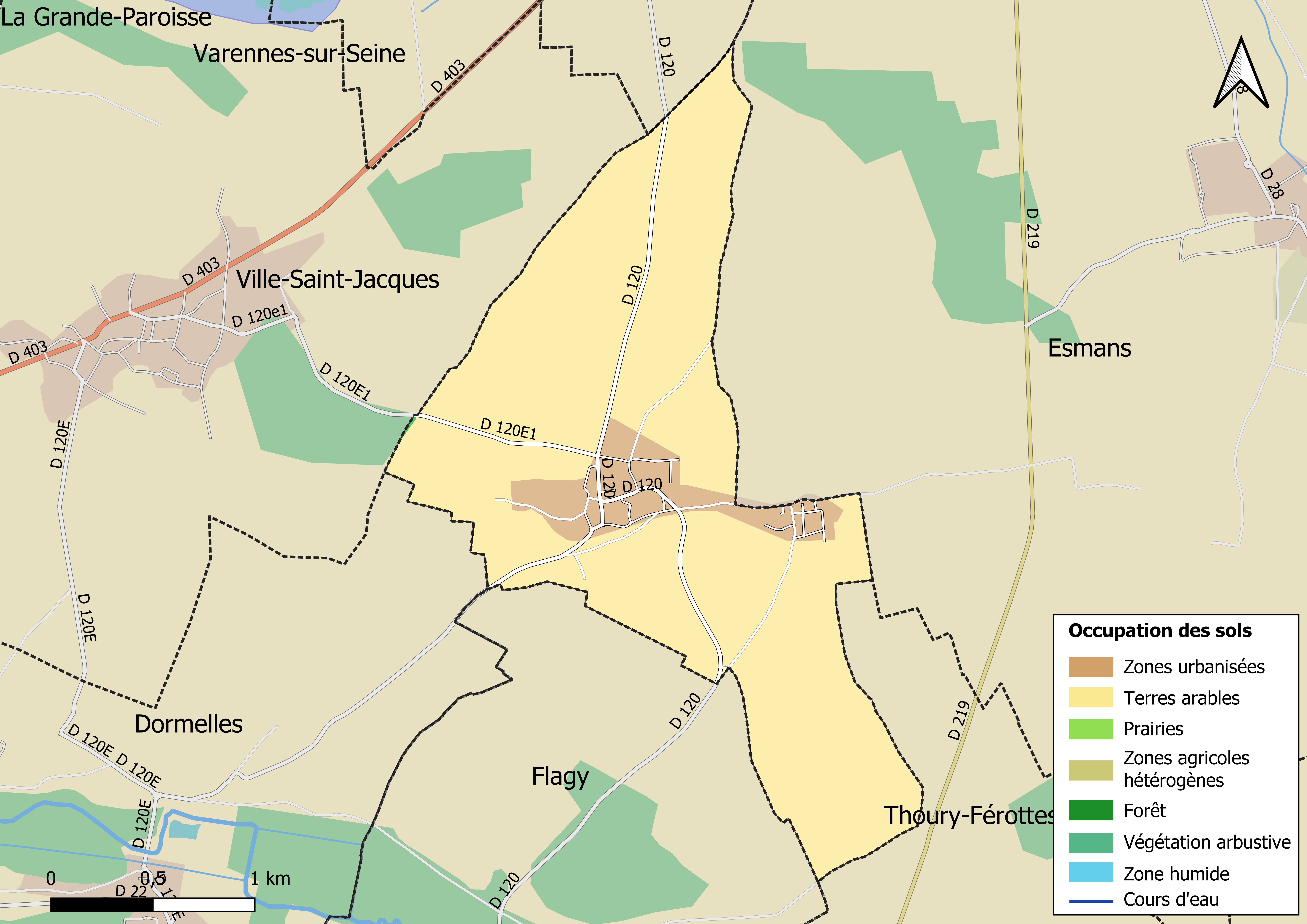
Carte des infrastructures et de l'occupation des sols en 2018 (CLC) de la commune.
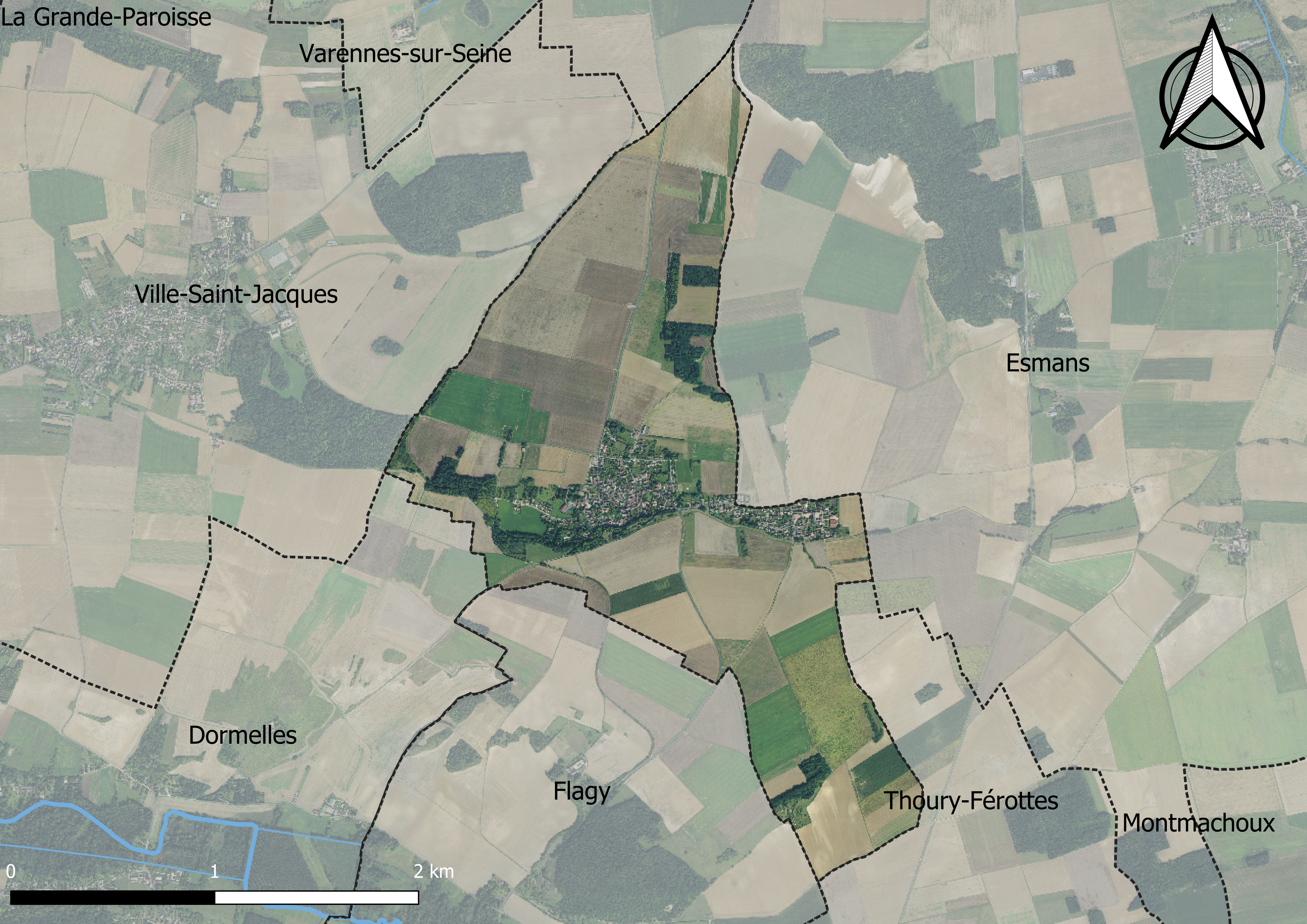
Carte orhophotogrammétrique de la commune.

### Planification
La loi SRU du 13 décembre 2000 a incité les communes à se regrouper au sein d’un établissement public, pour déterminer les partis d’aménagement de l’espace au sein d’un SCoT, un document d’orientation stratégique des politiques publiques à une grande échelle et à un horizon de 20 ans et s'imposant aux documents d'urbanisme locaux, les PLU (Plan local d'urbanisme). La commune est dans le territoire du SCOT Seine et Loing, dont le projet a été arrêté le 3 juillet 2019, porté par le syndicat mixte d’études et de programmation (SMEP) Seine et Loing rassemblant à la fois 44 communes et trois communautés de communes.
La commune, en 2019, avait engagé l'élaboration d'un plan local d'urbanisme.

### Logement
En 2017, le nombre total de logements dans la commune était de 248 dont 99,6 % de maisons (maisons de ville, corps de ferme, pavillons, etc.) et 0,4 % d'appartements.
Parmi ces logements, 89,9 % étaient des résidences principales, 3,8 % des résidences secondaires et 6,3 % des logements vacants.
La part des ménages fiscaux propriétaires de leur résidence principale s'élevait à 89,4 % contre 9,6 % de locataires dont, 5,5 % de logements HLM loués vides (logements sociaux) et, 0,9 % logés gratuitement.

### Voies de communication et transports

#### Transports
La commune est desservie par la ligne d’autocars No 19 du réseau réseau de bus Pays de Montereau.

## Toponymie
Noisy : est mentionné sous les formes Nosiacum en 1164 ; Decima de Nusiaco en 1203 ; Noysi en 1265 ; Nesy en 1586 ; Noisy en l'an IX ; Noisy-le-Sec au XIXe siècle.
Du latin Nocetu(m) « lieu planté de noyers » si l'on se réfère aux formes beaucoup plus anciennes d'autres Noisy de l'Île-de-France, les formes en -iacum (-iaco) seraient alors de mauvaises latinisations.
La commune est créée lors de la Révolution française sous le nom de Noisy le Sec en 1793. En 1832, les communes de Noisy-le-Sec et de Flagy ont changé leurs limites territoriales : le hameau de Rudignon a été détaché de Flagy pour être réuni à Noisy-le-Sec. Il faudra attendre le décret du 8 novembre 1910 pour que Noisy-le-Sec prenne le nom de Noisy-Rudignon.
Rudignon : est mentionné sous les formes Ardrignon en 1400 ; « La ferme et métairie de Rudignon en la parroisse de Flagy » en 1785.
Du nom de personne germanique Ardrignon de hart, « dur » et win, « ami ».

## Histoire
Le territoire de Noisy-Rudignon a longtemps appartenu à l'abbaye de Saint-Germain-des-Prés. L'église était une succursale de la   paroisse de Dormelles.

## Politique et administration

### Rattachements administratifs et électoraux
La commune se trouve dans le département de Seine-et-Marne.
Lors de sa création par la Révolution française, elle était rattachée à l'arrondissement de Fontainebleau, puis en 1926 à celui de Melun, et à nouveau, en 1988, à celui de Fontainebleau. Afin de faire coïncider les limites d'arrondissement et celles des intercommunalités, elle intègre le 1er janvier 2018 l'arrondissement de Provins.
Pour l'élection des députés, elle fait partie depuis 1988 de la deuxième circonscription de Seine-et-Marne.
Elle faisait partie depuis 1801 du canton de Lorrez-le-Bocage-Préaux. Dans le cadre du redécoupage cantonal de 2014 en France, la commune intègre le canton de Nemours.

### Intercommunalité
La commune a adhéré en 2012 à la petite communauté de communes du Bocage Gâtinais.
Dans le cadre des dispositions de la loi portant nouvelle organisation territoriale de la République (Loi NOTRe) du 7 août 2015, qui prévoit que les établissements publics de coopération intercommunale (EPCI) à fiscalité propre doivent avoir un minimum de 15 000 habitants (et 5 000 habitants en zone de montagnes), cette intercommunalité éclate, et certaines de ses communes, dont Biennes, sont rattachées le 1er janvier 2017 à la communauté de communes des Deux Fleuves (CC2F), qui prend, lors de cette extension, la dénomination de communauté de communes du Pays de Montereau, dont est membre la commune.

### Liste des maires
| Période                                  | Période   | Identité                         | Étiquette | Qualité       |
| ---------------------------------------- | --------- | -------------------------------- | --------- | ------------- |
| Les données manquantes sont à compléter. |           |                                  |           |               |
| 1900                                     | 1912      | Germain Constant Désiré Desmeaux |           | Cultivateur   |
| 1912                                     | 1919      | Léon Belliot                     |           | Cultivateur   |
| 1919                                     | 1925      | Camille Genillier                |           | Cultivateur   |
| 1925                                     | 1929      | Léon Belliot                     |           | Propriétaire  |
| 1929                                     | 1934      | Léon Belliot                     |           | rentier       |
| 1934                                     | 1937      | Jacques Barbe                    |           | Cultivateur   |
| 1937                                     | 1947      | Camille Genillier                |           | Rentier       |
| 1947                                     | 1953      | Gérard Masure                    |           |               |
| 1953                                     | 1965      | Marcel Genillier                 |           |               |
| 1965                                     | 1983      | André Mereuze                    |           |               |
| 1983                                     | 1989      | Gilbert Delbaere                 |           | Agriculteur   |
| 1989                                     | ?         | Serge Gobault                    |           |               |
|                                          |           |                                  |           |               |
| novembre 2005                            | mars 2014 | Philippe Louguet                 | SE        |               |
| mars 2014                                | En cours  | Gilles Zeigneur                  |           | Fonctionnaire |

## Équipements et services

### Eau et assainissement
L’organisation de la distribution de l’eau potable, de la collecte et du traitement des eaux usées et pluviales relève des communes. La loi NOTRe de 2015 a accru le rôle des EPCI à fiscalité propre en leur transférant cette compétence. Ce transfert devait en principe être effectif au 1er janvier 2020, mais la loi Ferrand-Fesneau du 3 août 2018 a introduit la possibilité d’un report de ce transfert au 1er janvier 2026,.

#### Assainissement des eaux usées
En 2020, la gestion du service d'assainissement collectif de la commune de Noisy-Rudignon est assurée par la communauté de communes Pays de Montereau (CCPM) pour la collecte, le transport et la dépollution. Ce service est géré en délégation par une entreprise privée, dont le contrat arrive à échéance le 31 décembre 2024,,.
L’assainissement non collectif (ANC) désigne les installations individuelles de traitement des eaux domestiques qui ne sont pas desservies par un réseau public de collecte des eaux usées et qui doivent en conséquence traiter elles-mêmes leurs eaux usées avant de les rejeter dans le milieu naturel. La communauté de communes Pays de Montereau (CCPM) assure pour le compte de la commune le service public d'assainissement non collectif (SPANC), qui a pour mission de vérifier la bonne exécution des travaux de réalisation et de réhabilitation, ainsi que le bon fonctionnement et l’entretien des installations. Cette prestation est déléguée à la SAUR, dont le contrat arrive à échéance le 31 décembre 2026,.

#### Eau potable
En 2020, l'alimentation en eau potable est assurée par la communauté de communes Pays de Montereau (CCPM) qui en a délégué la gestion à l'entreprise Veolia, dont le contrat expire le 31 décembre 2026,.
Les nappes de Beauce et du Champigny sont classées en zone de répartition des eaux (ZRE), signifiant un déséquilibre entre les besoins en eau et la ressource disponible. Le changement climatique est susceptible d’aggraver ce déséquilibre. Ainsi afin de renforcer la garantie d’une distribution d’une eau de qualité en permanence sur le territoire du département, le troisième Plan départemental de l’eau signé, le 3 octobre 2017, contient un plan d’actions afin d’assurer avec priorisation la sécurisation de l’alimentation en eau potable des Seine-et-Marnais. A cette fin a été préparé et publié en décembre 2020 un schéma départemental d’alimentation en eau potable de secours dans lequel huit secteurs prioritaires sont définis. La commune fait partie du secteur Bocage.

## Population et société

### Démographie
Les habitants sont appelés les Noisy-Rudignonais.
L'évolution du nombre d'habitants est connue à travers les recensements de la population effectués dans la commune depuis 1793. Pour les communes de moins de 10 000 habitants, une enquête de recensement portant sur toute la population est réalisée tous les cinq ans, les populations de référence des années intermédiaires étant quant à elles estimées par interpolation ou extrapolation. Pour la commune, le premier recensement exhaustif entrant dans le cadre du nouveau dispositif a été réalisé en 2004.

En 2022, la commune comptait 592 habitants, en évolution de −3,9 % par rapport à 2016 (Seine-et-Marne : +3,92 %, France hors Mayotte : +2,11 %).
| 1793 | 1800 | 1806 | 1821 | 1831 | 1836 | 1841 | 1846 | 1851 |
| ---- | ---- | ---- | ---- | ---- | ---- | ---- | ---- | ---- |
| 167  | 169  | 204  | 201  | 216  | 288  | 327  | 325  | 330  |

| 1856 | 1861 | 1866 | 1872 | 1876 | 1881 | 1886 | 1891 | 1896 |
| ---- | ---- | ---- | ---- | ---- | ---- | ---- | ---- | ---- |
| 298  | 303  | 289  | 298  | 293  | 306  | 319  | 302  | 306  |

| 1901 | 1906 | 1911 | 1921 | 1926 | 1931 | 1936 | 1946 | 1954 |
| ---- | ---- | ---- | ---- | ---- | ---- | ---- | ---- | ---- |
| 302  | 274  | 253  | 231  | 213  | 215  | 214  | 222  | 208  |

| 1962 | 1968 | 1975 | 1982 | 1990 | 1999 | 2004 | 2006 | 2009 |
| ---- | ---- | ---- | ---- | ---- | ---- | ---- | ---- | ---- |
| 232  | 239  | 244  | 341  | 467  | 460  | 522  | 564  | 586  |

| 2014 | 2019 | 2022 | - | - | - | - | - | - |
| ---- | ---- | ---- | - | - | - | - | - | - |
| 620  | 597  | 592  | - | - | - | - | - | - |

## Économie

### Revenus de la population et fiscalité
En 2017, le nombre de ménages fiscaux de la commune était de 216, représentant 619 personnes et la  médiane du revenu disponible par unité de consommation  de 23 960 euros.

### Emploi
En 2017 , le nombre total d’emplois dans la zone était de 32, occupant 277 actifs  résidants.
Le taux d'activité de la population (actifs ayant un emploi) âgée de 15 à 64 ans s'élevait à 69,5 % contre un taux de chômage de 5,7 %. 
Les 24,8 % d’inactifs se répartissent de la façon suivante : 12,4 % d’étudiants et stagiaires non rémunérés, 6,2 % de retraités ou préretraités et 6,2 % pour les autres inactifs.

### Entreprises et commerces
En 2018, le nombre d'établissements actifs était de 21 dont 1 dans l’industrie manufacturière, industries extractives et autres, 5 dans la construction, 5 dans le commerce de gros et de détail, transports, hébergement et restauration, 2 dans l’Information et communication,  
1 dans les activités immobilières, 4 dans les activités spécialisées, scientifiques et techniques et activités de services administratifs et de soutien, 2 dans l’administration publique, enseignement, santé humaine et action sociale et 1  était relatif aux autres activités de services.
En 2019, 6 entreprises ont été créées sur le territoire de la commune, dont 4 individuelles.
Au 1er janvier 2020, la commune ne disposait pas d’hôtel et de terrain de camping.

#### Agriculture
Noisy-Rudignon est dans la petite région agricole dénommée la « Bocage gâtinais », à l'extrême sud du département. En 2010, l'orientation technico-économique de l'agriculture sur la commune est la culture de céréales et d'oléoprotéagineux (COP).
Si la productivité agricole de la Seine-et-Marne se situe dans le peloton de tête des départements français, le département enregistre un double phénomène de disparition des terres cultivables (près de 2 000 ha par an dans les années 1980, moins dans les années 2000) et de réduction d'environ 30 % du nombre d'agriculteurs dans les années 2010. Cette tendance se retrouve au niveau de la commune où le nombre d’exploitations est passé de 7 en 1988 à 4 en 2010. Parallèlement, la taille de ces exploitations augmente, passant de 96 ha en 1988 à 191 ha en 2010.
Le tableau ci-dessous présente les principales caractéristiques des exploitations agricoles de Noisy-Rudignon, observées sur une période de 22 ans : 
|                                      | 1988 | 2000 | 2010 |
| ------------------------------------ | ---- | ---- | ---- |
| Dimension économique,                |      |      |      |
| Nombre d’exploitations (u)           | 7    | 5    | 4    |
| Travail (UTA)                        | 14   | 9    | 7    |
| Surface agricole utilisée (ha)       | 669  | 680  | 765  |
| Cultures                             |      |      |      |
| Terres labourables (ha)              | 663  | 668  | 761  |
| Céréales (ha)                        | 428  | 414  | 507  |
| dont blé tendre (ha)                 | 286  | 283  | 297  |
| dont maïs-grain et maïs-semence (ha) | 52   | s    | s    |
| Tournesol (ha)                       | 79   | 36   | s    |
| Colza et navette (ha)                | 53   | 59   | 126  |
| Élevage                              |      |      |      |
| Cheptel (UGBTA)                      | 30   | 0    | 0    |

## Culture locale et patrimoine

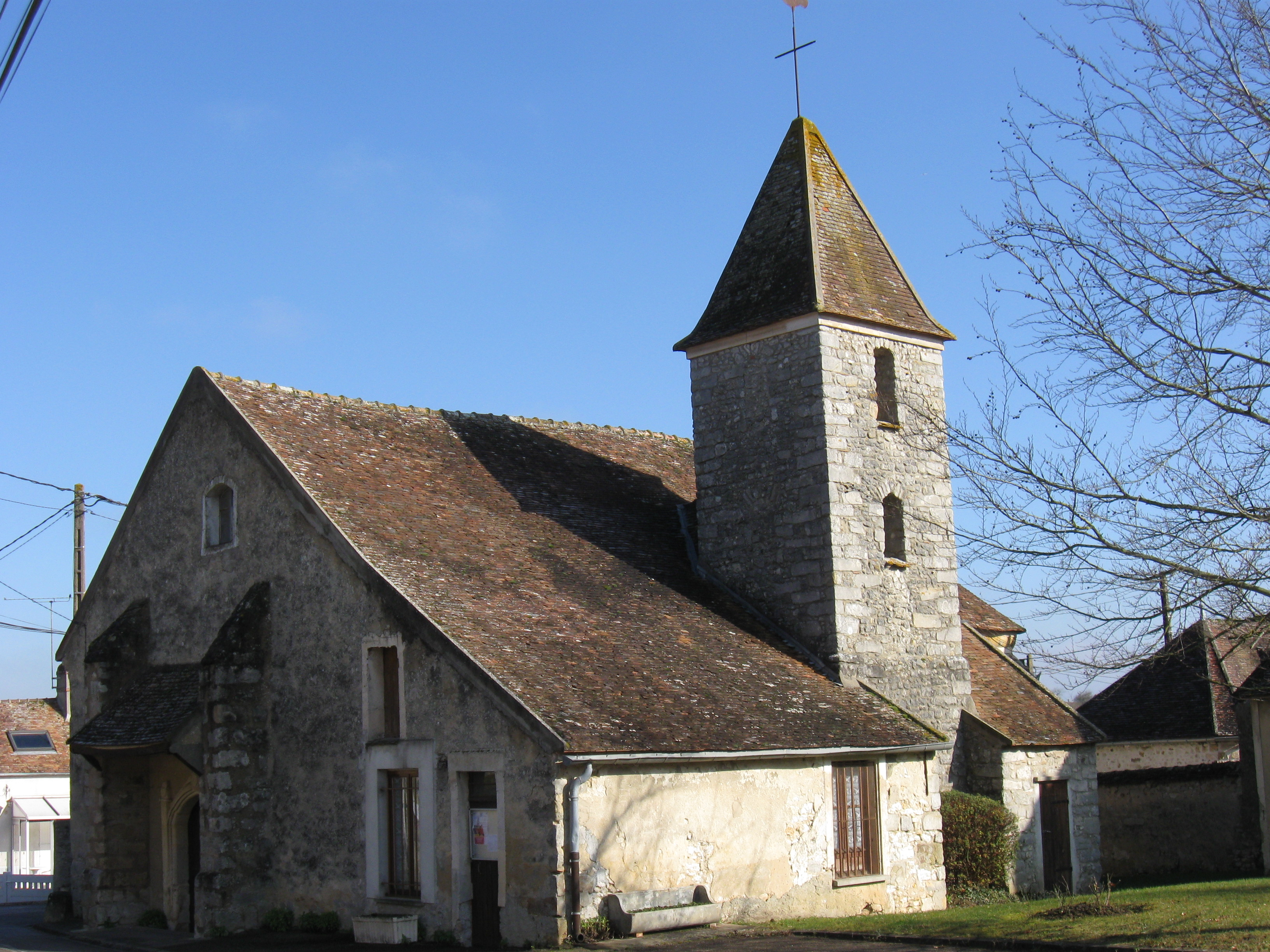
L'église Sainte-Barbe.

### Lieux et monuments
- Église romane du XIIe siècle placée sous le vocable de Sainte-Barbe. Elle en renferme une statue de Sainte-Barbe en pierre calcaire peinte, ainsi qu'une statue en pierre de la Vierge à l'enfant du XVIIe siècle, de style Gâtinais[19],[61].
- Ferme fortifiée avec échauguette, reste d'un ancien château[19].
- Château de Rudignon[19].
- Vieux puits communal à l'entrée de Rudignon. Réalisé en 1868, il renferme un mécanisme particulièrement élaboré et bien conservé, recouvert d'un toit à double courbure original. sur les demi-cercles formant la charpente figure l'inscription suivante "Picards frères mécanicien à Montereau"[62].
- Porche de 1845.
- Croix de chemins, en particulier Croix-Sainte-Anne, Croix-Sainte-Barbe, Croix Saint-Jacques, Croix Saint-Vincent[19]

### Personnalités liées à la commune
- Joseph Gelineau (1920-2008), prêtre jésuite, compositeur et liturgiste français. De 1979 à 1997, il est curé des « Cinq Clochers » dont fait partie Noisy-Rudignon.